# Malacosoma americanum
Malacosoma americanum (Engels: Eastern tent caterpillar) is een nachtvlinder uit de familie Lasiocampidae (spinners).

## Kenmerken
De spanwijdte van deze bruine vlinder is 22 tot 44 millimeter. Over de voorvleugel hebben ze een lichte band.

## Leefwijze
De waardplanten zijn Malus- en Prunus-soorten en andere planten uit de rozenfamilie. De soort vliegt in mei en juni in één jaarlijkse generatie. De soort vormt een plaag in boomgaarden en staat er om bekend dat hij bomen volledig kan ontbladeren.

## Voortplanting
De wijfjes leggen eitjes in pakketten van tweehonderd tot driehonderd stuks. De eitjes overwinteren. In het voorjaar komen de eitjes uit en leven de rupsen in een meegroeiend spinsel, de "tent".

## Verspreiding en leefgebied
De soort komt voor in het oostelijk Nearctisch gebied in het noorden van de Verenigde Staten en het zuiden van Canada in bosachtige gebieden.